# Anglia shire megyéi

Anglia 79 nagyvárosi megyéje (vörös színnel) (2019. április 1-jei állapot)

A shire megye (ejtsd: sö, IPA: [ʃə(ɹ)], angolul shire county) Angliában az a megyei szintű közigazgatási egység, amely nem nagyvárosi megye. Ezeknek a megyéknek a neve általában – de nem mindig – „shire” végződésű (Kent például kivételt képez). A shire megyék lélekszáma 109 ezer és 1,4 millió között mozog.
A shire megye nevet néha szűkebb értelemben csak azokra a közigazgatási megyékre használják, amelyek kétpilléres közigazgatásúak, tehát van megyei tanácsuk és nem nagyvárosi kerületi tanácsaik. Így ebben a körben nem szerepelnek az egységes hatóságok, köztük például Herefordshire és Rutland. Wight-sziget nem-nagyvárosi megye, de egyben egységes hatóságú terület, mert kerületi tanácsát megszüntették.
Az angol „shire county” („shire megye”) szókapcsolat valójában tautológia, hiszen első fele francia, második fele szász eredetű és mindkettő megyét jelent. A szókapcsolatot mégis megőrzik, mert így különböztetik meg a shire megyéket másfajta megyéktől (a nagyvárosi megyéktől, illetve az egységes hatóságoktól).
35 olyan megye létezik, amelynek több kerülete van:
Bedfordshire, Berkshire, Buckinghamshire, Cambridgeshire, Cheshire, Cornwall, Cumbria, Derbyshire, Devon, Dorset, Durham, East Sussex, Essex, Gloucestershire, Hampshire, Hertfordshire, Kent, Lancashire, Leicestershire, Lincolnshire, Norfolk, Northamptonshire, Northumberland, North Yorkshire, Nottinghamshire, Oxfordshire, Shropshire, Somerset, Staffordshire, Suffolk, Surrey, Warwickshire, West Sussex, Wiltshire, Worcestershire
Mindnek, Berkshire kivételével, van megyei tanácsa. Néha a shire megye fogalmába nem is értik bele Berkshire-t, mert nincs megyei tanácsa. (Kerületei egységes hatóságok, de nincs megyei státuszuk.)
Formálisan a legtöbb egységes hatóság is nem-nagyvárosi megye.
A „nem-nagyvárosi megye” fogalmát néha alkalmazzák arra a nyolc walesi megyére is, amelyeket az 1972-es önkormányzati törvény (Local Government Act) hozott létre. (Formálisan ez az 1994-es önkormányzati törvény Wales alapján nem helyes.)